# Великий Буковець (Польща)
Великий Буковець (пол. Wielki Bukowiec, нім. Groß Bukowitz) — село в Польщі, у гміні Скурч Староґардського повіту Поморського воєводства.
У 1975-1998 роках село належало до Гданського воєводства.
| Поморське воєводство | Це незавершена стаття про Поморське воєводство. Ви можете допомогти проєкту, виправивши або дописавши її. |